# Bela powisiana
Bela powisiana is een slakkensoort uit de familie van de Mangeliidae. De wetenschappelijke naam van de soort is voor het eerst geldig gepubliceerd in 1887 door Dautzenberg.